# Diet Pepsi (canção)
"Diet Pepsi" é uma canção da cantora estadunidense Addison Rae, lançada em 9 de agosto de 2024 através da Columbia Records, como primeiro single do futuro álbum de estreia de Rae, Addison (2025). Foi seu primeiro single sob uma grande gravadora, bem como seu primeiro single lançado em três anos desde "Obsessed" (2021). "Diet Pepsi" recebeu ampla aclamação da crítica e alcançou entrou nas paradas de vários países pelo mundo. A canção pop e synth-pop, com um som pop alternativo proeminente, fala sobre "o sentimento imortal de ser jovem e apaixonada".
"Diet Pepsi" tornou-se o primeiro sucesso de Rae, alcançando a 54ª posição da Billboard Hot 100. Fora dos Estados Unidos, "Diet Pepsi" entrou no top dez dos gráficos da Irlanda, Singapura e Reino Unido, além de figurar no top vinte da Austrália, Nova Zelândia e das Filipinas. Os críticos elogiaram a performance vocal de Rae e o uso da modulação, assim como compararam a canção favoravelmente aos primeiros trabalhos de Lana Del Rey. "Diet Pepsi" apareceu em várias listas de críticos e publicações musicais das melhores músicas de 2024.

## Antecedentes
O CEO da Columbia Records, Ron Perry, que Rae conheceu por meio de seu namorado Omer Fedi, marcou uma reunião com ela após o lançamento de seu primeiro EP, AR (2023). Rae apresentou suas ideias, impressionando Perry, que a contratou no final de 2023. Em fevereiro de 2024, Rae conheceu os compositores Luka Kloser e Elvira Anderfjärd em Los Angeles. O trio ouviu música o dia todo, mas não estavaM indo muito longe com suas ideias. À medida que a sessão se aproximava do fim, Kloser começou a tocar piano, com Rae afirmando que os três começaram a cantarolar "magicamente" a melodia que se tornaria o refrão de "Diet Pepsi".
Rae compartilhou os primeiros indícios de novas músicas em junho de 2024 em suas redes sociais. A cantora foi mais específica no início de agosto de 2024, postando trechos e letras da canção. Em 5 de agosto, ela revelou a data de lançamento e o título de seu single de estreia pela Columbia. A canção originalmente se chamaria "Backseat", mas ela a tocou para Charli XCX, que lhe perguntou: "Por que a música não se chama 'Diet Pepsi'?".

## Recepção da crítica
A canção recebeu ampla aclamação da crítica e dos ouvintes, que elogiaram Rae por sua mudança bem-sucedida de suas letras pop chiclete e direção sonora anteriores para um som pop alternativo mais maduro. A Billboard descreveu a música como um "ponto de virada" na jornada artística de Rae, pois criou uma visão mais clara de quem Rae é como artista, ao contrário de projetos anteriores, enquanto Brittany Spanos, da Rolling Stone, descreveu "esta nova Rae [como] estranha, exagerada e, o mais importante, divertida" e "como se ela tivesse feito uma curva à esquerda à la John Waters". O The New York Times chamou a canção de "a personificação auditiva da contenção de bom gosto", e vários críticos elogiaram os vocais "sussurrantes" de Rae e a mudança de tom empregada no refrão final da música. Alguns fizeram comparações positivas com a música de Lana Del Rey, particularmente seu single "Blue Jeans" e o álbum Born to Die (ambos de 2012).

## Desempenho comercial
A canção alcançou a 54ª posição da Billboard Hot 100, sendo sua primeira a entrar no gráfico estadunidense. A canção também tornou-se um som viral no TikTok.
No Reino Unido, "Diet Pepsi" alcançou a décima posição da parada de singles britânica, tornando-se a primeira canção de Rae a entrar no top dez do país.

## Videoclipe
O videoclipe oficial foi lançado junto com a música em 9 de agosto de 2024 e foi dirigido por Sean Price Williams. O vídeo começa com Rae mostrando uma prévia do seu single seguinte, "Aquamarine", e continua com ela se divertindo em um carro de calcinha, ao lado de seu interesse amoroso masculino interpretado por Drew Van Acker. Grande parte do vídeo homenageia o clássico cult Faster, Pussycat! Kill! Kill! (1965), incluindo o cartão de título do vídeo, Rae dançando e filmando em preto e branco. Rae citou o filme experimental de Bruce Conner, Breakaway (1966), como outra referência para o vídeo. Mel Ottenberg atuou como diretor criativo do vídeo.

## Apresentações ao vivo
Rae cantou "Diet Pepsi" junto com Charli XCX e Troye Sivan durante a The Sweat Tour, no Madison Square Garden, Nova York, em 23 de setembro de 2024. A música também foi regravada por Camila Cabello no Live Lounge da BBC Radio 1, com Cabello afirmando que gostaria de ter escrito a música.